# 根冠

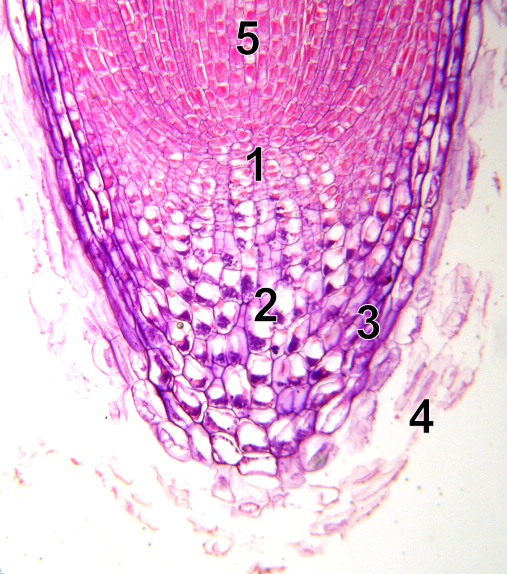
1. 根端の縦断面. 1 = 根端分裂組織、2 = 根冠の中央部 (平衡石を含む平衡細胞が存在する)、3 = 根冠の周縁部、4 = 根冠から剥離した境界細胞、5 = 前形成層.

根冠 (こんかん、root cap) は、維管束植物の根の先端にあり、根端分裂組織を覆っている柔組織である (図1)。根冠は、土中を伸長する根端分裂組織を保護し、また粘液質を分泌することで根を伸長しやすくしている。根冠の細胞は、根が示す正の重力屈性 (下方へ伸長する性質) のための重力検知にも関わっていると考えられている。

## 構造
根冠は根の先端に存在し、根端分裂組織を覆っている多細胞層の柔組織である。根冠の細胞は短命であり (およそ1日から9日ほど)、根が土壌中を伸長していく際に外側から次第に剥離していく (図1)。それに対して内側からは、根端分裂組織によって常に新しい根冠の細胞が供給されている。そのため根冠は常に一定の大きさを保っているが、これを構成する細胞は常に入れ替わっている。
根冠とその基部側に位置する根端分裂組織の間の境界は明瞭な場合 (閉鎖型、closed type) と、不明瞭な場合 (開放型、open type) がある。また根冠内の細胞の配列に規則性は認められないものが多いが、中央部に縦方向の細胞列であるコルメラ (柱状組織 columella) が存在することがある (イネ科、シロイヌナズナなど)。
根冠の中央付近の細胞では、色素体がデンプンを多量に蓄積してアミロプラストになる。このようなアミロプラストは平衡石 (statolith)、これを含む細胞は平衡細胞 (statocyte) とよばれる (下図2)。平衡細胞中の平衡石は下方に沈降し、この現象が根が下側へ伸びるための重力センサーとなっていることが示唆されている (下記)。
根冠の表層に達した細胞では色素体中のデンプン粒は分解され、またゴルジ体が発達し、多量の粘質多糖 (ペクチンなど) を分泌する。このような粘質多糖はムシゲル (粘質ゲル、mucigel) ともよばれる。
やがて周縁部の細胞は、細胞壁分解酵素の働きや土壌粒子との摩擦などによって根冠から剥離していく。このように剥離する細胞は境界細胞 (border cell) とよばれる (図1)。境界細胞は、基本的に1個ずつ剥離し、24時間で剥離する境界細胞数はナス科では200個以下、イネ科では1000–4000個、マメ科では3000–6000個、マツ科では約10000個とグループによって変異が大きい。一方、モデル生物であるシロイヌナズナを含むアブラナ科植物などでは、細胞が互いにつながったまま脱離することが知られており、このような細胞は border-like cell とよばれる (上図3)。境界細胞など根冠から剥離した細胞はふつう死細胞ではなく、長期間活性を保ちムシゲル分泌を続けることがある。また境界細胞から分泌されるタンパク質が、根端分裂組織の細胞分裂に影響することが報告されている。

## 機能
根冠は、土壌との接触や乾燥、金属、塩、微生物などから根端分裂組織を保護している。また側根や不定根は内生的に形成され、その母軸の皮層や表皮を突き破って伸長するが、その際には根冠が重要な働きをすると考えられている。
根は正の重力屈性 (屈地性、下方へ伸長する性質) を示すが、平衡石が平衡細胞中を沈降することで重力の方向を感知していると考えられている。植物ホルモンであるオーキシンは、中心柱付近を通って茎から根端方向へ輸送される (維管束を通した輸送ではなく、細胞間で放出・取り込みを繰り返した輸送)。このオーキシンは根冠部で反転し、根の周縁部を茎に向かって輸送される。この際、根が横になると下側でオーキシン濃度が高くなり、上側でオーキシン濃度が低くなる。根では、高濃度のオーキシンは細胞伸長を抑制する。その結果、根は下側 (オーキシン濃度が高い方向) へ伸長する。平衡細胞における平衡石の沈降が下側へのカルシウム蓄積を起こし、それがオーキシンの下側への蓄積を引き起こすとも考えられている。
根冠の周縁部の細胞が分泌するムシゲルによって土壌の摩擦抵抗が減少し、根は伸長しやすくなると考えられている。またこのようなムシゲル、および根冠から剥離した境界細胞によって根の周囲に有機物が供給される。根毛など根の他の部分からの供給も含めて、光合成産物の20%が根から分泌・放出されているとの試算もある。このようにして供給された有機物によって、根の周囲には根圏 (rhizosphere) とよばれる特殊な環境が形成される。根圏はさまざまな微生物の生育環境となり、これを形成する植物と共生している。また温度、土壌との接触ストレス、二酸化炭素、アルミニウム、微生物の侵入が境界細胞形成などに影響することが知られている。

## 根冠を欠く植物

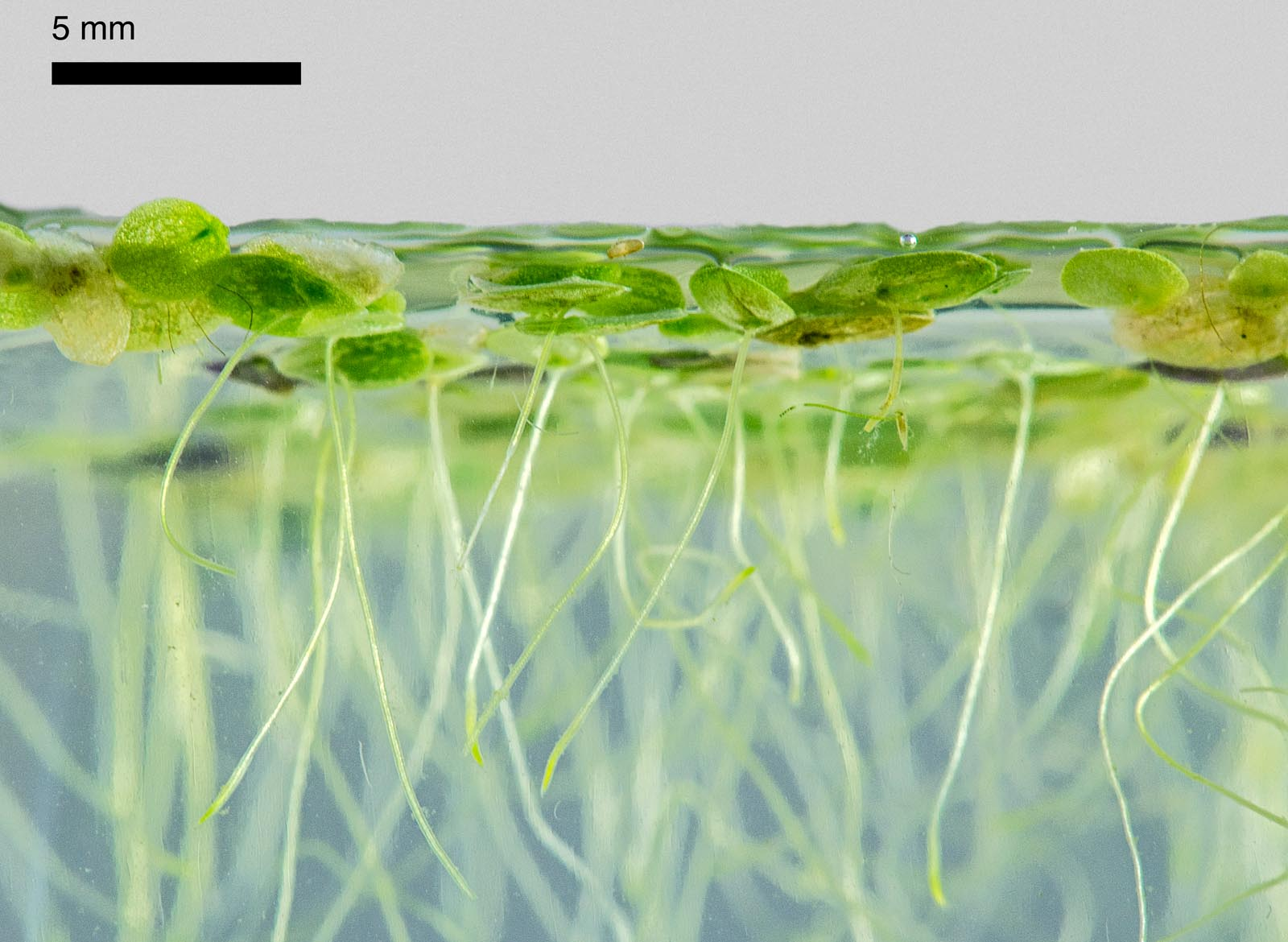
4. アオウキクサ (サトイモ科) の水中根. 根は根冠を欠き、根嚢をもつ.

水生植物の中には、ミジンコウキクサ (サトイモ科) のように根を全く欠くものもいる。またアオウキクサ (サトイモ科) やトチカガミ (トチカガミ科)、ミズアオイ (ミズアオイ科) などの水生植物は根をもつが (図4)、その根は根冠を欠き、その代わりに根が生じた茎の組織の一部が根端にとり残されてこれを覆っており、この組織は根嚢 (根帽、root pocket) とよばれる。またアカウキクサ (ウラボシ亜綱) やセキショウモ (トチカガミ科) の根は根冠をもち、なおかつ根嚢も存在する。
寄生植物であるスナヅル (クスノキ科)、ヤドリギ (ビャクダン科)、ネナシカズラ (ヒルガオ科)、ハマウツボ (ハマウツボ科) などは寄生のための特殊化した根 (寄生根、吸器) をもち、このような根は根冠を欠く。同様に菌根菌に大きく依存している植物であるサギソウ (ラン科) やイチヤクソウ、ギンリョウソウ (ツツジ科) も明瞭な根冠を欠く。
一般的な植物でも、トチノキ (ムクロジ科) などは一部の根に根冠を欠くことが知られている。